# Jeannine Lemaire
Pour les articles homonymes, voir Lemaire.
Jeannine Lemaire, née le 25 octobre 1920 à Lille et morte le 28 décembre 1996 dans le 15e arrondissement de Paris, est une coureuse cycliste française, détentrice du record du monde de l'heure dans les années 50.

## Biographie
Son père, dépositaire général, à Lille, des huiles Desmarets, a été tué à Dunkerque en 1940.
Lorsqu'elle à 15 ans, sa mère est appelée à Paris comme fondé de pouvoir d’un cabinet de produits pharmaceutiques. Toute la famille s’installe dans la capitale. Jeanine poursuit ses études au lycée Saint-Joseph-de-Cluny, puis aux Bernardines, jusqu’au brevet élémentaire. À l’Ecole de la Salpêtrière, elle obtient le diplôme d'infirmière, après deux ans d’études. Puis pendant six mois, elle est infirmière de l’Air. Elle obtient enfin un emploi aux P.T.T.
Alors qu'elle est infirmière au centre des chèques postaux de la Rue d'Alleray, Jeanine Lemaire est repérée par Emile Georger, le gardien du garage des vélos, ancien coureur cycliste amateur du Clamart Sportif Club, devenu, après la guerre de 1939, un des dirigeants du Vélo Club du 12e. Il l'invite à le suivre lors d'une sortie dans la vallée de Chevreuse; Après cinquante kilomètres de route, elle se trouve en tête de la petite troupe. Il inscrit Jeanine à la Pédale Féminine Parisienne.
Le jour de Pâques 1948, sur la piste municipale de Vincennes, Jeanine gagne un omnium : poursuite et individuelle. Dès lors, Jeanine participe à vingt-deux épreuves tant sur piste que sur route, et s’en adjuge dix-huit. Elle n’est battue que de peu aux championnats de France de la Fédération travailliste.
Le 1er octobre 1948, à Saint-Denis, elle bat le record du monde de l’heure, détenu par Elyane Bonneau qui lui reprend l’année suivante. Jeanine se remet en piste le 31 juillet 1949, à Toulouse, et reconquiert son bien. Son record est contesté, car elle n’appartient pas à la Fédération officielle. Elle endosse le maillot jaune cerclé bleu et rouge du Vélo Club du 12e. Jeanine prend une licence d’indépendante, et réserve les prix gagnés dans les courses routières ou sur les vélodromes pour aller à Toulouse tenter le record. Le 9 septembre 1950, elle devient officiellement, cette fois, recordwoman du monde avec 38 km 600 parcourus,.
Elle bat le record de l'heure en 1952 à Milan avec 39.735km,.
Elle remporte le championnat de France cycliste en 1952 et en 1953. En 1954, elle termine deuxième derrière Noelle Sabbe.
Elle participe au Tour de France féminin de 1955.

## Palmarès
- 1950
  - Championne d'Ile de France (route)
- 1951
  - 3e du Championnat de France sur route
  - Championne d'Ile de France (route)
- 1952
  -  Championne de France sur route
  - Championne d'Ile de France (route)
- 1953
  -  Championne de France sur route
  - Championne d'Ile de France (route)
- 1954
  - 2e du Championnat de France sur route